# Осиек (аэропорт)
Аэропо́рт О́сиека (ИАТА: OSI, ИКАО: LDOS) — гражданский аэропорт в Хорватии, расположенный в 20 км на юго-восток от города Осиек, возле деревни Клиса. 
Исторически аэропорт использовался, главным образом, как грузовой. После окончания гражданской войны, центральные и местные власти осуществили ряд инвестиций в сам аэропорт и транспортную инфраструктуру, позволившую связать аэропорт качественными дорогами с Осиеком и грузовым речным портом на Драве. Вырос и пассажиропоток.
Здание терминала имеет площадь 1300 м², в 2008 году аэропорт перевёз 14 883 пассажира и 173 тонны груза. Croatia Airlines осуществляет рейсы из Дубровника, Сплита и Загреба; Germanwings из Кёльна, Ryanair из Франкфурта.